# Bürger Union für Südtirol
La Bürger Union für Südtirol (in italiano: Unione dei Cittadini per il Sudtirolo), fino al 2012 Union für Südtirol, fu un partito politico indipendentista operativo in Alto Adige il cui obiettivo era favorire la comunità di lingua tedesca. Il partito si collocava a destra; a livello europeo, nel 1989 aderiva all'Alleanza Libera Europea, al pari della Lega Nord e della Slovenska Skupnost.  

## Storia
Si costituì nel 1989 attraverso la confluenza tra:
- la componente, fuoriuscita dalla Südtiroler Volkspartei, che faceva capo al consigliere provinciale Alfons Benedikter;
- il Freiheitliche Partei Südtirols (Partito della Libertà del Sudtirolo), nato nel 1987 come prosecuzione del Partei der Unabhängigen (Partito degli Indipendenti), fondato nel 1972;
- il Südtiroler Heimatbund (Federazione della Patria Sudtirolese), lanciato nel 1984;
- il Movimento per il Federalismo.

Il partito fu inizialmente guidato da Alfons Benedikter, in qualità di segretario (Obmann); nel 1991 gli subentrò Martin Wenter, ma in tale periodo l'Union andò incontro ad un periodo di crisi, caratterizzato da un forte calo dei consensi e degli iscritti. La segreteria passò quindi a Karl Augsten, che riuscì a riportare il partito a buoni risultati: in occasione delle elezioni regionali del 1993 furono infatti eletti 2 consiglieri (Eva Klotz e Benedikter).
Nel 1994 la figura dell'Obmann fu sostituita da quella del segretario politico provinciale (Landessekretär), Andreas Pöder, e venne riorganizzata la struttura, anche con la nascita di un movimento giovanile (Junge Union).
L'anno dopo, alle elezioni comunali, l'Union riuscì ad eleggere propri rappresentanti in 40 comuni della provincia.
Alle elezioni politiche del 1996 l'UfS si presentò in aperto contrasto con l'SVP, raccogliendo, per la Camera dei deputati (nella quota proporzionale), 55.548 voti e, per il Senato della Repubblica, 19.330 voti senza ottenere alcun seggio. Nel collegio di Bolzano alla camera raggiunge il 5.64%., a livello nazionale al senato ottiene lo 0.06%
Alle elezioni provinciali del 1998, l'UfS sfiorò i tre mandati, mancati per soli 2.000 voti. Vennero eletti Pöder e Klotz, confermati poi anche nel 2003,sfiorando il terzo mandato per 108 voti.
Le tensioni personali tra i due leader aumentarono nel corso degli anni, fino a che si giunse alla spaccatura durante il congresso del partito, il 5 maggio 2007, ad un anno dalle elezioni provinciali del 2008.
Andreas Pöder chiese la reintroduzione della figura dell'Obmann, ottenendola con 76 voti a favore e 70 contrari e scalzando di fatto la Klotz. Quest'ultima decise di uscire dal partito che aveva contribuito a fondare, con parte del gruppo dirigente: nasceva il movimento indipendentista Süd-Tiroler Freiheit.
Nelle elezioni provinciali del 2008 il partito ha ottenuto il 2,3% dei voti
, riducendo i propri consensi in favore della Süd-Tiroler Freiheit di Eva Klotz, ed eletto un consigliere.
Nel gennaio 2012 il movimento ha mutato nome in Bürger Union für Südtirol.
La Bürger Union ha rifiutato di presentare una lista per le elezioni politiche 2013, domandando ai suoi elettori di annullare il loro voto apponendo sulla scheda elettorale un adesivo con la scritta "Roma, ci hai rotto!" (in tedesco Rom kann uns mal!). Il motivo addotto dall'Obmann Pöder è che "la politica per il Sudtirolo va fatta in Sudtirolo", non essendo dunque necessario per il suo partito (in quanto separatista) concorrere per entrare nel parlamento italiano.
Alle elezioni provinciali 2013 il partito ha presentato una lista unificata con Ladins Dolomites ed il movimento Wir Südtiroler (Noi sudtirolesi). La lista così composta ha totalizzato il 2,1% dei consensi ed eletto al consiglio provinciale il solo Andreas Pöder. Alle elezioni provinciali del 2018 l'Union si presenta da sola, ottenendo l'1,3%, senza eleggere consiglieri: è questa l'ultima apparizione della formazione, che negli anni successivi cessa le attività.

## Risultati elettorali

### Elezioni provinciali
| Elezione                    | Elezione | Voti | %      | Seggi |
| --------------------------- | -------- | ---- | ------ | ----- |
| Provinciali di Bolzano 1998 | 16.607   | 5,5  | 2 / 35 |       |
| Provinciali di Bolzano 2003 | 20.554   | 6,8  | 2 / 35 |       |
| Provinciali di Bolzano 2008 | 7.048    | 2,3  | 1 / 35 |       |
| Provinciali di Bolzano 2013 | 6.065    | 2,1  | 1 / 35 |       |
| Provinciali di Bolzano 2018 | 3.665    | 1,3  | 0 / 35 |       |